# 文倉十
文倉 十（あやくら じゅう、1981年12月7日 - ）は京都府出身のイラストレーターである。小説の表紙・挿絵などの仕事をしている。

## 略歴
高校卒業後、美術系の専門学校に進学する。専門学校卒業1年後にプロを志し上京。その1年後（2004年）にキャラクターデザインと原画を担当したゲーム『ANGEL BULLET』が転機となり、以降本格的にプロとして活動する。
ライトノベル挿絵の仕事を探して、メディアワークス（現 アスキー・メディアワークス）、メディアファクトリー、エンターブレインなどに持込し、2005年、メディアワークスにより『狼と香辛料』のイラストレーターに採用された。

## 作品リスト

### 小説の表紙・挿絵
- 狼と香辛料（支倉凍砂著 / 電撃文庫）
- 新説 狼と香辛料 狼と羊皮紙（支倉凍砂著 / 電撃文庫）
- 花守（越後屋鉄舟著 / GA文庫）
- イチゴ色禁区（神崎リン著 / 角川スニーカー文庫）
- イマジン秘蹟（本田透著 / 角川スニーカー文庫）
- ビター・マイ・スウィートシリーズ（森田季節著 / MF文庫J）
- 魂追い（田辺青蛙著 / 角川ホラー文庫）
- 悠久のアンダンテ -荒野とナツメの物語-（明日香々一著 / GA文庫）
- Sky* きみの生きるせかい（志藤絢著 / ガンガンノベルズ）
- うちのメイドは不定形（静川龍宗著 / 森瀬繚原案 / スマッシュ文庫）
- こうして彼は屋上を燃やすことにした（カミツキレイニー著 / ガガガ文庫）
- サンタクロースを見た（電撃コラボレーション/電撃文庫MAGAZINEVol.23別冊付録電撃文庫MAGAZINE文庫）
- グロリアスハーツ（淡路帆希著 / 富士見ファンタジア文庫）
- 理想のヒモ生活（渡辺恒彦著 / ヒーロー文庫）
- 魔女は月出づるところに眠る（佐藤ケイ著 / 電撃文庫）
- サクラコ・アトミカ（犬村小六著 / 星海社文庫）
- ブタカン! ～池谷美咲の演劇部日誌～ (青柳碧人著 / 新潮文庫nex)
- ストレンジガールは甘い手のひらの上で踊る（森田季節著 / MF文庫J）
- ウィッチハント・カーテンコール 超歴史的殺人事件（紙城境介著 / ダッシュエックス文庫）
- 魔法とSkyTubeで生きていく（高野小鹿著 / 角川スニーカー文庫）
- 家つくりスキルで異世界を生き延びろ（小鳥屋エム著 / ファミ通文庫）
- 東京下町湯屋話（真媛響乃著 / SKYHIGH文庫）

### 漫画
- 古社唄（季刊GELATIN2009はる）
- 其処何処（季刊GELATIN2010はる、2010なつ）
- くだんの件（季刊GELATIN2011ふゆ）
- 虎穴にあらずんば友を得ず（僕は友達が少ない 公式アンソロジーコミック）

### ゲーム
- ANGEL BULLET（ライアーソフト） - 原画、キャラクターデザイン
- SHOGUN8（ライアーソフト） - サブ原画
- ラストバレット（フリュー） - キャラクターデザイン
- 拡散性ミリオンアーサー（スクウェア・エニックス） - 一部カードイラスト
- マギアレコード 魔法少女まどか☆マギカ外伝（アニプレックス） - 三輪みつねキャラクターデザイン・カードイラスト

### ソフトウェア（ゲーム以外）
- VOCALOID3 結月ゆかり / VOICEROID+ 結月ゆかり (AH-Software) - キャラクターデザイン、パッケージイラスト[5]

### イラスト
- ハヤテのごとく!トレーディングカードゲーム（コナミデジタルエンタテインメント）
- 「四季（冬）」（ガンガンONLINE、2009年2月5日）
- 「冬」（ガンガンONLINE、2009年12月24日）
- CD付 「朗読少女」とあらすじで読む日本史（中経出版）
- CD付 「朗読少女」とあらすじで読む世界史（中経出版）
- アイドルマスター ワンフォーオール 765プロFight!!（ファミ通BOOKS）

### 画集
- 『文倉十画集 狼と香辛料』（アスキー・メディアワークス、2011年7月30日初版発行）ISBN 978-4-04-870648-3